# Вилтотешти (Васлуј)
Вилтотешти (рум. Viltotești) насеље је у Румунији у округу Васлуј у општини Виишоара. Oпштина се налази на надморској висини од 226 m.

## Становништво
Према подацима из 2002. године у насељу је живело 278 становника, од којих су сви румунске националности.